# 西平ウメ
西平ウメ（にしひら うめ、1901年 - 1977年)は、樺太出身のアイヌ文化伝承者である。当時ロシア領だった樺太東海岸のオタサン（小田寒。その後の豊栄郡栄浜村）で生まれ、幼少時よりアイヌ文化を身近に育ち、祖母や周りの伝承者よりトンコリを習う。戦後、北海道に移り住み、紋別郡興部町で晩年を過ごした。アイヌ名「スカ」。民族楽器トンコリの伝承者として活躍し、講習会で講師を務めたり、富田友子・小泉文夫などの研究者に協力するなど、後世への伝承に大きな貢献を果たした。

## 文献
- 『西平ウメとトンコリ（五絃琴）』アイヌ民族博物館　2005年12月
- 富田友子『西平ウメ伝承トンコリ楽曲集』北海道大学アイヌ・先住民研究センター　2012年3月
- 北海道新聞2017年10月28日『週刊まなぶん』「ミンタラ」